# Monocelis longiceps
Monocelis longiceps är en plattmaskart som först beskrevs av Duges 1830.  Monocelis longiceps ingår i släktet Monocelis och familjen Monocelididae. Inga underarter finns listade i Catalogue of Life.